# Dominick Arduin
Dominick Arduin (1961 – 2004) fue una exploradora francesa que desapareció en su intento de esquiar hasta el Polo Norte.

## Trayectoria
En 1988, Arduin se trasladó a Finlandia. Durante 15 años trabajó como guía en la Laponia finlandesa, recibiendo la doble ciudadanía. Arduin decía sobre sí misma que había crecido en los Alpes, que se quedó huérfana a una edad muy temprana, que había logrado recuperarse de un cáncer y que había sido hija única, aparte de una hermana fallecida.
Arduin alcanzó el Polo Norte Magnético en la primavera de 2001. Fue rescatada después de su primer intento fallido de alcanzar el Polo Norte geográfico en 2003. La mayoría de sus dedos tuvieron que ser amputados por congelamiento.
El 5 de marzo de 2004 Arduin empezó su segundo intento para convertirse en la primera mujer en esquiar sola hasta el Polo Norte. Partió del Cabo Arctichesky en Siberia. Perdió contacto después de un día de viaje. La búsqueda en helicóptero para localizarla fue infructuosa, aunque se logró recuperar a otro viajero, Frédéric Chamard-Boudet. La búsqueda finalizó el 21 de marzo. Probablemente, Arduin murió ahogada mientras intentaba remar sobre una grieta en el hielo.